# 尼亞米 (喬治亞州)
尼亞米（英語：Neyami）是位於美國喬治亞州李縣的一個非建制地區。該地的面積和人口皆未知。

## 地理
尼亞米的座標為31°49′26″N 84°12′55″W / 31.82389°N 84.21528°W，而該地的平均海拔高度為92米（即302英尺）。